# Anhidrosi
El nom d'anhidrosi prové del terme en grec antic ἱδρώς (hidro, "suor") + -si, que significa una deficiència o absència de transpiració. Es coneix també per altres noms com hiperhidrosi, adiaforesis, isquidrosi, i deficiència de sudoració.
Pot ser causada per la inactivitat del sistema nerviós simpàtic. Les glàndules sudorípares estan connectades als nervis per mitjà del receptor muscarínic, per aquest motiu medicaments antimuscarínics (inhibidors d'aquest complex) causen o poden causar anhidrosi.